# Milan Blagojević
Milan Blagojević (Gračanica, SFRJ, 12. maj 1965) srpski je univerzitetski profesor i doktor pravnih nauka. Bivši je član Senata Republike Srpske i sudija okružnog suda. Tokom 2023. bio je pravni savjetnik srpskog člana Predsjedništva Bosne i Hercegovine.

## Biografija
Milan Blagojević je srpski pravnik, redovni profesor ustavnog prava  i bivši sudija  Okružnog suda u Banjaluci.
Diplomirao je 1991. godine je na Pravnom fakultetu Univerziteta u Sarajevu a pravosudni ispit je položio 1994. godine. Magistrirao je pravne nauke na Pravnom fakultetu Univerziteta u Banjoj Luci 2000. godine, a doktorirao je na Pravnom fakultetu Univerziteta u Beogradu 2002. godine. Govori engleski jezik i služi se ruskim jezikom.
U dosadašnjoj sudijskoj karijeri radio je kao predsjednik Suda za prekršaje u Petrovu na Ozrenu, sudija Vojnog suda u Bijeljini, sudija Osnovnog suda u Doboju (na krivičnom referatu) i sudija Opštinskog suda u Travniku (na parničnom referatu). U periodu od 1. jula 2012. do 26. jula 2021. radio je kao sudija Okružnog suda u Banjaluci.
Kao sudija je učestvovao u više oblika edukacije, od kojih su neki međunarodnog karaktera. U maju i junu 2000. godine u Pragu, Češka Republika, je pohađao i završio program obuke za sudije pod nazivom “Judging in a Democratic Society” u organizaciji CEELI Instituta i Američke advokatske asocijacije. U junu 2001. godine je učestvovao na radnom seminaru edukacije sudija i tužilaca u BiH o Evropskoj konvenciji o ljudskim pravima i njenoj primjeni u BiH, u organizaciji Savjeta Evrope. U periodu 2002-2003. godine završio je međunarodni jednogodišnji program edukacije sudija (International Long Distance Training Course for Judges) pod nazivom “Towards a Model for a European Judge”, koji su zajednički organizovali Univerzitet u Bolonji i italijanski Centro per l’Europa centro-orientale e Balcanica.
Tokom 2003. i 2004. godine završio je ljetni seminar Programa pravne reforme, koji program je inicijativa Džon Hopkins Centra Univerziteta u Bolonji, Pravnog fakulteta Univerziteta u Bolonji i Pravnog fakulteta Univerziteta u Beogradu.
U periodu od 1996. do 2000. godine bio je predsjednik Opštinske izborne komisije Opštine Petrovo, a 2004. i 2005. godine vršio je dužnost načelnika Odjeljenja za opštu upravu Opštine Petrovo. Tokom 2010. i 2011. godine radio je kao pravni savjetnik direktora Republičke uprave za geodetske i imovinsko-pravne poslove Republike Srpske. Kratko vrijeme (2007. i 2008. godine) radio je kao pomoćnik direktora Centra za edukaciju sudija i tužilaca u Republici Srpskoj te kao direktor Sektora za pravne poslove preduzeća "Željeznice Republike Srpske" (2008. godine).
U periodu od januara do maja 2017. godine bio je senator Republike Srpske.
Milan Blagojević je redovni profesor ustavnog prava i profesor visoke škole za predmete krivično pravo i krivično procesno pravo. Nastavnik je 11 godina na brojnim visokoškolskim ustanovama u Republici Srpskoj, gde predaje ustavno pravo, uvod u pravo, upravno pravo, krivično pravo, krivično procesno pravo i veliki pravni sistemi. Autor je ili koautor 33 knjige iz oblasti prava (25 autorskih i 8 koautorskih), te više od 70 naučnih i stručnih radova iz oblasti prava objavljenih u naučnim i stručnim časopisima u Banjaluci, Sarajevu, Doboju, Beogradu, Nišu i Kotoru. Koautor je prvog domaćeg univerzitetskog udžbenika Međunarodno krivično pravo, koji je objavljen u dva izdanja. Među njegovim autorskim monografijama su i tri praktikuma za sudske postupke: Praktikum za Krivično procesno pravo (dva izdanja), Praktikum za parnični postupak i Praktikum za upravni spor, kao i dva koautorska praktikuma: Parnica u praksi i Upravni spor u praksi. Bio je učesnik više naučnih skupova u zemlji i inostranstvu. Osam njegovih pravnih monografija prevedeno je na engleski jezik.
Koautor je i šest naučnih zbornika, među kojima su zbornik pod naslovom "Krivična djela protiv čovječnosti - Normativno i stvarno" iz 2015. godine, u izdanju Pravnog fakulteta Univerziteta u Banjaluci; zatim zbornik "(Re)konstrukcija društvene stvarnosti" iz 2018. godine, u izdanju Fakulteta političkih nauka Univerziteta u Banjaluci i zbornik "Uvod u šerijatsko pravo" iz 2020. godine, u izdanju Instituta za uporedno pravo u Beogradu.

## Radovi
Pored većeg broja članaka, autor je sljedećih knjiga:
- Pravna priroda i položaj Brčko distrikta u Bosni i Hercegovini (2002)
- Načela, predmet i osnovni subjekti krivičnog postupka u Bosni i Hercegovini (2003)
- Tehnologija ohaerizma (2004)
- O pojmu lokalne samouprave i njenim zakonskim osnovama u Republici Srpskoj (2005)
- Ogledi iz krivičnog procesnog prava (2005)
- Zbirka obrazaca iz krivičnog procesnog prava (2008)
- Praktikum za krivično procesno pravo (2010)
- Praktikum za parnični postupak (2010)
- Pravni eseji – Knjiga značenja (2011)
- Pravna priroda Brčko distrikta deceniju poslije (2011)
- Islamski konstitucionalizam na iranski način (2012)
- Ustavnost i zakonitost u upravnom sporu u Republici Srpskoj (2014)
- Praktikum za upravni spor (2014)
- Neustavna retroaktivna primjena inkriminacije zločini protiv čovječnosti u praksi Suda BiH (2014), prvo izdanje
- Neustavna retroaktivna primjena inkriminacije zločini protiv čovječnosti u praksi Suda BiH, drugo dopunjeno izdanje (2015)
- Ustavni dekatlon (2016)[3]
- Politička anatomija jedne presude (2016)[4]
- Pravоsudna neistina (2017)
- Hrestomatija tehnologije ohaerizma (2018)
- Zapisi o (ne)pravu (2018)[5]
- Fenomenologija (ne)prava (2019)[6]
- Ustavnopravna odbrana Republike Srpske (2021).
- Kriminal ohaerizma (2021)
- Osnovi opšteg ustavnog prava - udžbenik (2022)
- Ubiće nas neznanje i pohlepa (2023)

Koautor je (sa akademikom Miodragom N. Simovićem) dva izdanja univerzitetskog udžbenika Međunarodno krivično pravo (2007. i 2013). Izdanje ovog udžbenika iz 2007. je prvi domaći univerzitetski udžbenik Međunarodnog krivičnog prava napisan u Republici Srpskoj i Bosni i Hercegovini.
Koautor je (sa dr Tihomirom Gligorićem) knjige
- *Osvrt na nerazumijevanja Zakona o katastru Republike Srpske (2011)

Koautor je knjiga (sa publicistom Hasom Tajićem):
- Javne nabavke u upravnoj i sudskoj praksi (2012)
- Parnica u praksi (2011)
- Građansko i privredno pravo u praksi sudova u Bosni i Hercegovini (2013)
- Odštetno pravo i pravo osiguranja u sudskoj praksi (2013)
- Upravni spor u praksi (2015)